# محمد ميراوي
ميراوي محمد ولد في 25 سبتمبر 1963 بعين الدفلى، طبيب و سياسي جزائري، وزير الصحة والسكان وإصلاح المستشفيات الحالي في حكومة بدوي منذ 31 مارس 2019.

## السيرة
ميراوي محمد من مواليد 25 سبتمبر 1963 بعين الدفلى، طبيب إشتغل في قطاع الصحة منذ سنة 1991.

## المسار المهني
متحصل على شهادة الدكتوره في الطب سنة 1989.

## المناصب
- من 2010 إلى 2014 تقلد منصب مدير الصحة والسكان لولاية غيليزان؛
- من 2014 إلى 31 مارس 2019، مديرا لصحة والسكان لولاية الجزائر ؛
- منذ 31 مارس 2019، وزير الصحة والسكان وإصلاح المستشفيات.[3]

## الحياة الشخصية
ميراوي محمد متزوج وأب لأربعة أبناء.